# Aristia
L'aristía è un termine narrativo che indica le gesta di un eroe, per le quali egli è stato degno di gloria. Il termine deriva dal greco ἀριστεία.
L'aristía è un tema formulare tipico dei poemi dell'epica classica, in particolare dell'Iliade; si crede infatti che quest'opera sia stata creata da un'unione di aristíe di vari eroi.
Esemplare è il caso del libro V: Diomede, un capo acheo di poca rilevanza negli altri libri, nel quinto è invece l'assoluto protagonista. Altri esempi sono l'aristía di Ettore nel libro VIII, quella di Agamennone nel libro XI, quella di Patroclo nel libro XVI, e quella di Achille nel libro XXI. 
Anche il libro XXII dell'Odissea, con l'uccisione dei proci da parte di Ulisse, è considerato un esempio di aristía. 
Nell'ambito della letteratura latina, si hanno vari esempi nell'Eneide: l'impresa dei troiani Eurialo e Niso nel libro IX, e quella dell'etrusco Mezenzio nel libro X. Particolare esempio di aristía 'negativa' è invece quella del centurione cesariano Sceva, narrata da Lucano nel libro VI della Farsaglia (vv. 138-262).

## Schema
Lo schema di un'aristía è ampio e regolare, ma non rigido. Nell'Iliade è in genere strutturato in tal modo:
- estrazione per il tiro della lancia
- delimitazione della lizza (in caso il duello è programmato)
- scambio di insulti, provocazione tra due contendenti
- colpo dell'asta che fallisce
- il secondo colpo va a segno ma non è letale
- intervento di una divinità a favore o a sfavore dell'eroe
- combattimento corpo a corpo (spada)
- ferimento di uno dei due avversari
- agonia del ferito
- profezia di morte da parte del vinto al vincitore
- morte del vinto
- il vincitore sottrae le spoglie (bottino) e a volte tiene anche il cadavere.

### Le eccezioni dei duelli
Nell'Iliade sono presenti tre duelli che non seguono questo schema:
- Il duello tra Paride e Menelao quando Paride scappa dal campo di battaglia grazie ad Afrodite;
- Il duello tra Glauco e Diomede (non si affrontano per la legge dell'ospitalità);
- Il "duello"  di Patroclo al quale viene tolta la memoria da parte di Zeus. L'eroe poi viene stordito da Apollo, il quale gli toglie le vesti (le armi). Viene indebolito da Euforbo, ma per paura scappa verso le linee alleate. Ettore lo finisce come un leone fa con un cinghiale.